# BAE Replica
Die BAE Replica war eine Designstudie über ein Tarnkappenflugzeug für die Royal Air Force, um eine Nachfolgermuster für den Tornado GR.4 zu entwickeln. Das Programm stellt eventuell die FOAS-2 Lösung des Future Offensive Air System dar, wobei es dafür keine offizielle Bestätigung gibt. Das Replica-Projekt lief von 1994 bis 1999, wobei mindestens ein 1:1-Modell eines Prototyps für Radartests hergestellt worden ist, das 2014 auf dem BAE-Warton-Testgelände zu sehen war. Ob auch ein flugfähiges Exemplar gebaut worden ist, ist nicht bekannt, gilt aber aufgrund der relativ kurzen Projektdauer als eher unwahrscheinlich. Die Erfahrungen der Replica wurden später für die Entwicklung der Lockheed Martin F-35 verwendet, die nun den Tornado zumindest teilweise ersetzen wird.
Die Replica war als zweistrahliger Doppelsitzer ausgelegt, der eine hohe Ähnlichkeit zur amerikanischen Northrop YF-23 aufwies. Insbesondere das markante V-Leitwerk, das Höhen- und Seitenruder vereint, um Winkelreflexionen zu vermeiden, erinnert stark an die YF-23.